# Зула
Зула (тигринья ዙላ) — небольшой городок в Эритрее у внутренней части залива Аннесли (Annesley Bay) (также известен как залив Зула) на африканском побережье Красного моря. В 4 км от Зулы находится место археологических раскопок древнего Адулиса, который был торговым центром и портом Аксума.

## История
В 1857 году деджач Негуссие (Dejaz Negusye), властитель Тигре, восставший против власти эфиопского императора Теодроса II, заключил с Францией договор, по которому уступил ей Зулу. Император Теодрос нанёс поражение деджачу Негуссие, поэтому командир французского крейсера, вошедшего в залив Аннесли в 1859 году, обнаружил, что в стране царит полная анархия. Франция больше не предприняла никаких мер для утверждения своего суверенитета, и в 1866 году Зула вместе с прилегающим побережьем номинально отошла к Египту. Именно в Зуле высадилась британская военная экспедиция 1867—1868 гг. против Теодроса, поскольку в заливе Аннесли была удобная и безопасная якорная стоянка для крупных океанских судов. Англичане проложили дорогу от Зулы до Сенафе на Абиссинском плато.
После прекращения власти Египта над Зулой, в 1888 году был провозглашен протекторат Италии, и в 1890 году город вошёл в состав итальянской колонии Эритрея.

## Климат
| Показатель                    | Янв. | Фев. | Март | Апр. | Май  | Июнь | Июль | Авг. | Сен. | Окт. | Нояб. | Дек. | Год  |
| ----------------------------- | ---- | ---- | ---- | ---- | ---- | ---- | ---- | ---- | ---- | ---- | ----- | ---- | ---- |
| Средний суточный максимум, °C | 30,9 | 30,7 | 32,7 | 34,6 | 36,5 | 39,0 | 38,9 | 38,5 | 37,4 | 35,4 | 33,4  | 31,3 | 34,9 |
| Средняя температура, °C       | 25,4 | 25,3 | 26,9 | 28,8 | 30,4 | 31,8 | 32,2 | 33,1 | 31,0 | 29,3 | 27,3  | 25,9 | 29,0 |
| Средний суточный минимум, °C  | 19,9 | 20,0 | 21,2 | 24,0 | 24,4 | 24,7 | 25,6 | 27,7 | 24,7 | 23,2 | 21,2  | 20,6 | 23,1 |
| Норма осадков, мм             | 36   | 39   | 19   | 10   | 8    | 2    | 10   | 15   | 5    | 23   | 28    | 47   | 242  |
| Источник:                     |      |      |      |      |      |      |      |      |      |      |       |      |      |